# Machaerota coomani
Machaerota coomani är en insektsart som beskrevs av Victor Lallemand 1942. Machaerota coomani ingår i släktet Machaerota och familjen Machaerotidae. Inga underarter finns listade i Catalogue of Life.